# Pantopipetta weberi
Pantopipetta weberi är en havsspindelart som först beskrevs av Loman, J.C.C. 1904.  Pantopipetta weberi ingår i släktet Pantopipetta och familjen Austrodecidae. Inga underarter finns listade i Catalogue of Life.